# Tom Kilburn
Tom Kilburn (11 août 1921 à Dewsbury, Yorkshire – 17 janvier 2001 à Manchester) est un ingénieur anglais.

## Biographie
Kilburn étudie au Sidney Sussex College de Cambridge, où il suit un cursus accéléré sur deux ans pendant la deuxième Guerre mondiale. Il est ensuite recruté par Charles Percy Snow pour suivre un cours accéléré d'électronique afin de travailler pour l'armée de l'air sur un sujet tenu secret. Il est affecté au Telecommunications Research Establishment sous la direction de Frederic Calland Williams pour travailler sur le radar. En 1943, il épouse Irene Marsden, avec qui il a un fils et une fille.

## Inventions
Kilburn est le co-inventeur du tube de Williams (1946). Avec Frederic Williams et Geoff Tootill, il est l'un des trois inventeurs de la Small-Scale Experimental Machine, le premier ordinateur dont le programme était enregistré dans la même mémoire que les données, en 1948.